# Míchov (přírodní rezervace)
Míchov je přírodní rezervace poblíž obce Čejetice v okrese Strakonice. Chráněné území zaujímá jižní okraj stejnojmenného lesa zhruba půl kilometru severně od vesnice Sedliště, jež tvoří jednu z místních částí zmíněné obce.
Důvodem ochrany je zbytek přirozeného listnatého lesa s bohatou hájovou květenou. Roste zde např. ptačinec velkokvětý (Stellaria holostea), lilie zlatohlavá (Lilium martagon), pitulník žlutý (Galeobdolon luteum), konvalinka vonná (Convallaria majalis), křivatec žlutý (Gagea lutea), černýš luční (Melampyrum pratense), náprstník velkokvětý (Digitalis grandiflora), svízel vonný (Galium odoratum), svízel lesní (Galium sylvaticum), ostřice prstnatá (Carex digitata), kokořík mnohokvětý (Polygonatum multiflorum), pomněnka lesní (Myosotis sylvatica), řeřišnice nedůtklivá (Cardamine impatiens), pryšec sladký (Euphorbia dulcis) a další.

## Galerie

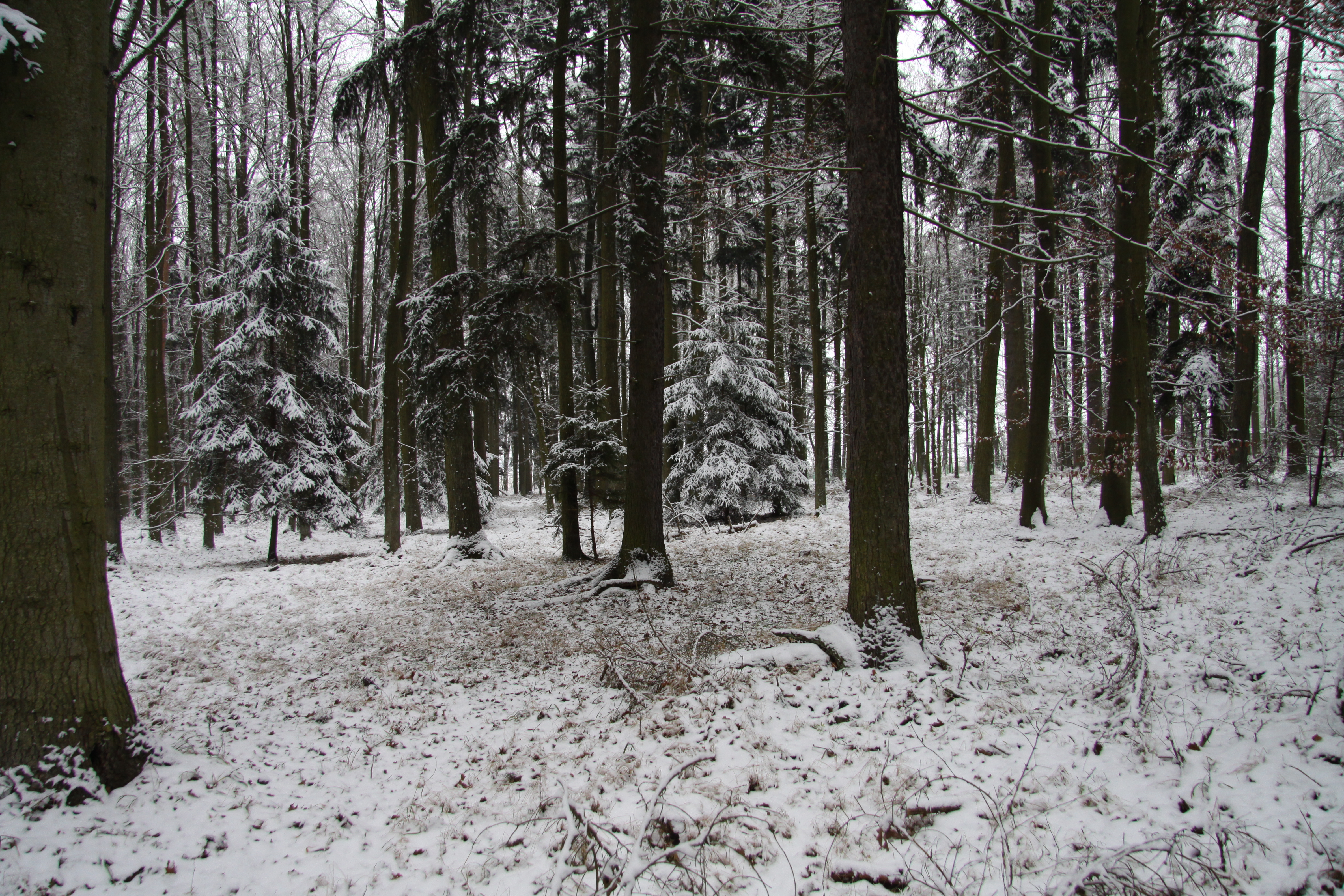
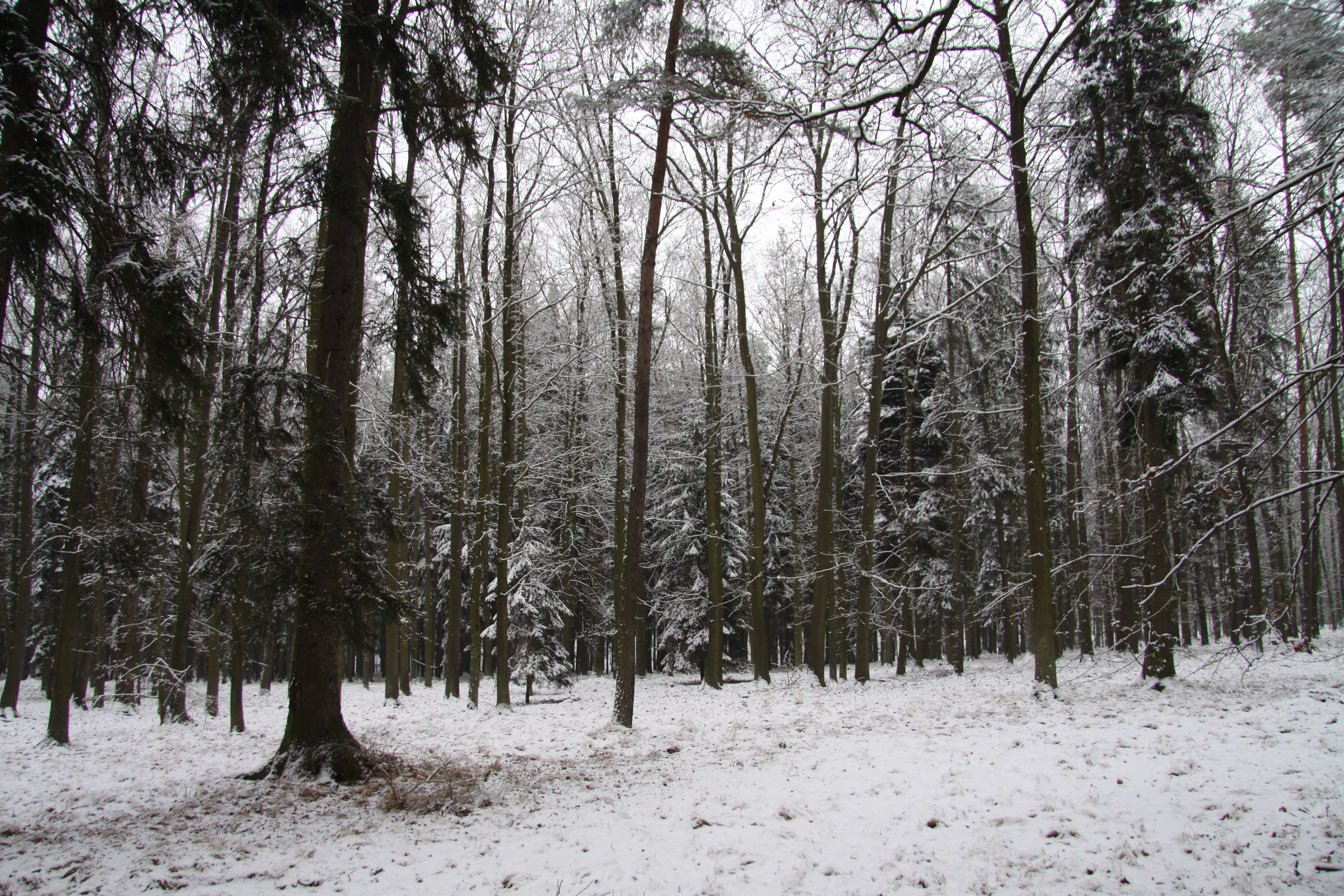
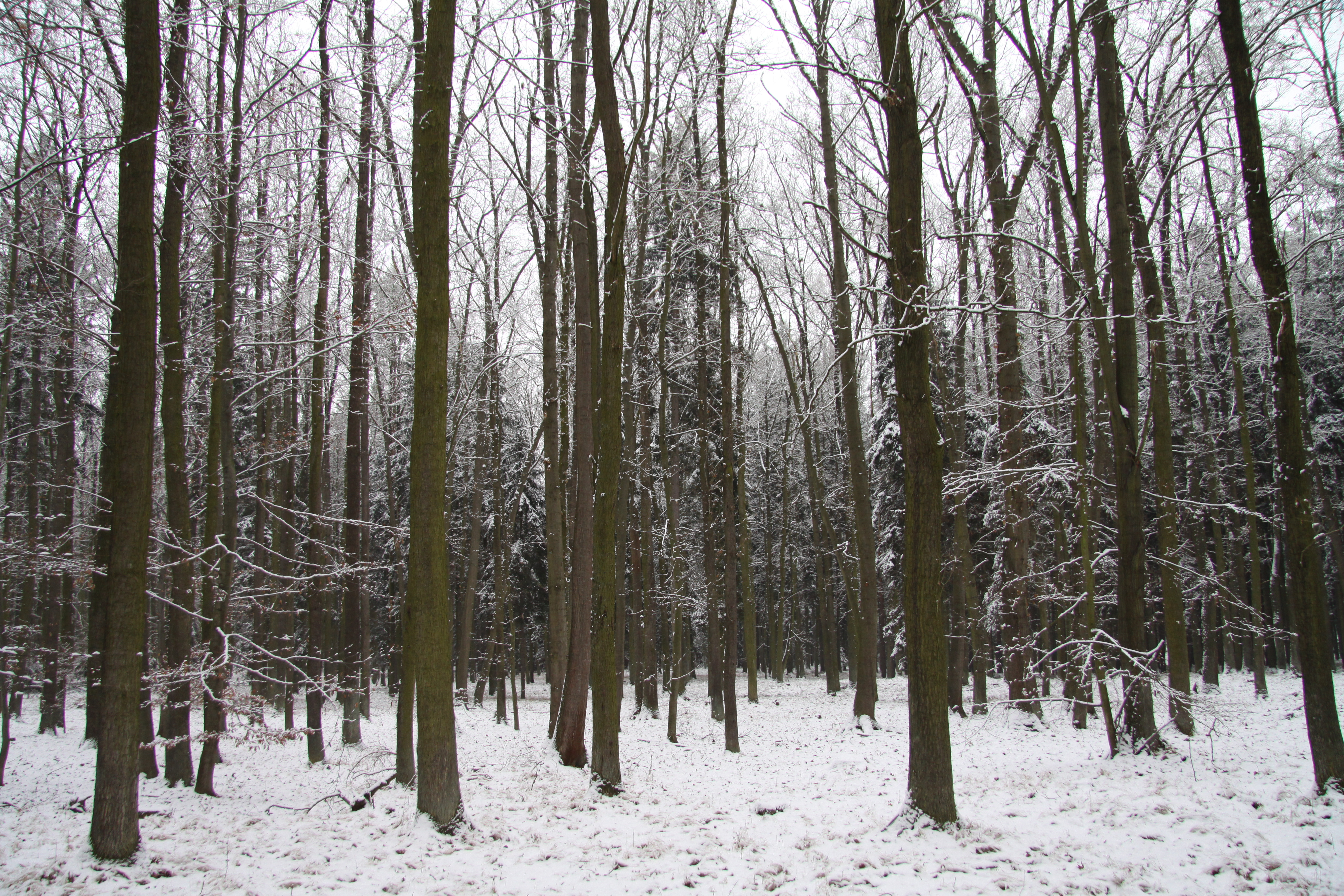